# Plagodis serinaria
Plagodis serinaria là một loài bướm đêm trong họ Geometridae.